# Miguel García Martínez
Miguel García Martínez, también conocido como García de Alhama (Alhama de Almería, 2 de junio de 1930-ibídem, 4 de octubre de 1998), fue un pintor español.

## Biografía
Hubo de ayudar a su familia, compuesta de agricultores modestos, trabajando en el campo, donde se encargaba de cuidar de los animales. Interesado por la pintura desde joven, hubo de superar el rechazo de su padre, que llegó incluso a destrozar sus primeros bocetos. José Moncada Calvache, también almeriense, se interesó por sus incursiones en la pintura y ejerció de maestro para él, para lo que hubo de trasladarse a Barcelona.
Patrocinado por Calvache, con quien vivía, participó en diversas exposiciones en la capital catalana. La obra del pintor está repartida por diferentes puntos de España, América del Sur y Estados Unidos.
Falleció en su ciudad natal en 1998, a los 68 años de edad. Sus restos descansan en el cementerio de aquella localidad, cerca de los del que fuera su maestro.